# Leptomesosella uniformis
Leptomesosella uniformis är en skalbaggsart som beskrevs av Stefan von Breuning 1939. Leptomesosella uniformis ingår i släktet Leptomesosella och familjen långhorningar. Inga underarter finns listade i Catalogue of Life.